# Leão de Nice
Leão (em grego medieval: Λέων; romaniz.: Léon) foi clérigo bizantino do século IX. Era um eunuco e tornou-se bispo de Nice, na Trácia. Em 813, foi um dos bizantinos capturados pelos búlgaros e levados cativos à Bulgária. Muitos foram martirizados por Ditzeugo ou seu sucessor Omortague. Eles são celebrados em 22 e 23 de janeiro, respectivamente.